# Henn-Jüri Uibopuu
Henn-Jüri Uibopuu (* 11. Oktober 1929 in Tartu; † 21. Oktober 2012 in Salzburg) war ein estnisch-österreichischer Rechtswissenschaftler. Er lehrte Völkerrecht und Osteuroparecht.

## Leben
Uibopuu wuchs zunächst in Estland auf, wurde aber 1941 mit seiner Mutter nach Gdynia (Gdingen) umgesiedelt. Von dort musste er 1945 nach Thüringen fliehen. 1946 legte Uibopuu in Hildburghausen das Abitur ab. Danach war er fast zwanzig Jahre als Musiker tätig, bevor er in Graz ein Studium aufnahm. Er spielte Gitarre in dem Ensemble Nora Quintett und reiste mit dieser Gruppe bis nach Baghdad und Damaskus.
Uibopuu studierte von 1964 bis 1968 an der Universität Graz Staatswissenschaften und absolvierte eine Dolmetscherausbildung für Russisch. 1968 wurde er an der Universität Graz mit einer Arbeit über „Die sowjetische Doktrin der friedlichen Koexistenz als Völkerrechtsproblem“ zum Dr. rer. pol. promoviert. Erstgutachter war der Staatsrechtler und Politikwissenschaftler Gustav Eduard Kafka. Im Jahr 1974 wurde Uibopuu unter Betreuung von Herbert Miehsler an der Universität Salzburg habilitiert. Die Habilitationsschrift trug den Titel „Die Völkerrechtssubjektivität der Unionsrepubliken der UdSSR“.
Von 1977 bis 1995 war Uibopuu außerordentlicher Professor für Völkerrecht und Sowjetrecht an der Universität Salzburg. Ab 1978 leitete er dort die Abteilung für Ostrecht am Institut für Völkerrecht und ausländisches öffentliches Recht. Am Aufbau der Bibliothek der ostrechtlichen Abteilung hatte er maßgeblichen Anteil. Nach 1995 setzte Uibopuu seine Lehrtätigkeit als Honorarprofessor für das Recht der Sozialistischen und ehemals Sozialistischen Staaten fort.
Ab 1989 wirkte Uibopuu als Rechtsberater der Präsidenten und Außenminister von Estland und spielte nach der Erlangung der Unabhängigkeit eine wichtige Rolle bei der Formulierung der neuen Verfassung. Im Jahr 1992 übernahm er das Amt eines Honorargeneralkonsuls der Republik Estland. 1995 wurde er zum auswärtigen Mitglied der Estnischen Akademie der Wissenschaften gewählt. Im Jahr 1998 erhielt er den estnischen Orden des Staatswappens 4. Klasse.
In Österreich wurde Uibopuu im Jahr 1996 mit dem Ehrenkreuz für Wissenschaft und Kunst I. Klasse ausgezeichnet.
Zu seinem 75. Geburtstag im Jahr 2004 wurde Uibopuu mit einer Festschrift geehrt. Aus diesem Anlass wurde er als „Begründer [ ] der Disziplin des Ostrechts in Österreich“ gewürdigt.
Seine Tochter ist die Althistorikerin Kaja Harter-Uibopuu.

## Schriften (Auswahl)
- Die sowjetische Doktrin der friedlichen Koexistenz als Völkerrechtsproblem, 1971.
- Die Völkerrechtssubjektivität der Unionsrepubliken der UdSSR, 1975, ISBN 3-211-81320-9
- Die Aufarbeitung der kommunistischen Vergangenheit in Estland und Lettland, 1997.
- Die Verfassungs- und Rechtsentwicklung der baltischen Staaten 1988–1990, 1990.